# Будоши
Будоши (на сръбски: Будоши) е село в Босна и Херцеговина, разположено в община Требине, в ентитета на Република Сръбска. Населението му според преброяването през 2013 г. е 22 души, от тях: 20 (90,91 %) сърби и 2 (9,09 %) хървати.

## Население
Численост на населението според преброяванията през годините:
- 1961 – 64 души
- 1971 – 58 души
- 1981 – 58 души
- 1991 – 41 души
- 2013 – 22 души